# Endopleura uchi
Endopleura es un género monotípico de árboles perteneciente a la familia Humiriaceae. Su única especie: Endopleura uchi (Huber) Cuatrec., es originaria de la cuenca del Amazonas distribuyéndose por Brasil, Guayana Francesa, Guyana y Venezuela.

## Descripción
Tiene el doble carácter de árbol silvestre y cultivado. Esta última categoría la ha adquirido cerca de la desembocadura del Amazonas, y especialmente en el río Pará.

## Propiedades
Es una especie ampliamente distribuida en la cuenca del Amazonas. Sus propiedades están concentradas en las frutas que son muy apreciadas en la región. La pulpa de la fruta tiene un alto contenido de ácido graso, sobre todo oleico. Sin embargo es el té de corteza de E. uchi  el que se utiliza en la medicina tradicional como antiinflamatorio, también contra los tumores y las infecciones uterinas.

## Taxonomía
Endopleura uchi fue descrita por (Huber) Cuatrec.   y publicado en Contributions from the United States National Herbarium 35(2): 81. 1961.
Sinónimos
- Sacoglottis uchi Huber[1]

## Nombre común
Es conocida popularmente como " uxi-amarelo " o " uxi-liso ".